# 日本文字放送
株式会社日本文字放送（にほんもじほうそう、通称：テレモ日本）は、かつて東京都渋谷区に本社を置いていた会社。

## 沿革
1985年11月26日設立。日本放送協会の放送設備を賃借して、アナログテレビジョン放送においてハイブリッド方式の文字多重放送を行っていた放送事業者であった。
2001年12月31日、株式会社西日本文字放送（テレモ西日本）及び株式会社中部文字放送（テレモ中部）の営業を譲り受けた。なお、両社は翌2002年1月1日解散している。
テレビのデジタル化に伴い、アナログ放送が2011年までに終了することが決まったため、2008年3月31日をもって、日本文字放送は文字放送サービスを終了した。その後はデジタルテレビデータ放送向けの字幕・データ制作などを業務とした。なお、アナログ字幕放送はバリアフリー化のための法改正により、標準テレビジョン放送の免許で行う放送の範囲内となっている。
そのため、NHK改革により、2009年4月1日付で、NHK情報ネットワークに事実上吸収合併され解散し、「株式会社NHKグローバルメディアサービス」として再出発した。

## 主な番組
文字放送は000-999までの1000の番組チャンネルが各放送局に割り当てられているが、テレモはNHKの電波を利用して放送を行ったため、NHKに割り当てられていた900番台の100チャンネル分を除く900チャンネル分（000-899）が割り当てられていた。
- NHK提供のニュース・スポーツニュース・経済ニュース
- 天気予報
- 交通情報（道路・鉄道他）
- 株式市況
- 地方自治体情報
- 料理
- 音楽・文化情報
- 中央競馬情報
- NHKイベントガイドなど

| 番組番号     | 番組名                         | 備考                                                                              |
| ------------ | ------------------------------ | --------------------------------------------------------------------------------- |
| 番組案内     |                                |                                                                                   |
| 000#         | テレモガイド                   | 総目次                                                                            |
| 898#         | 標準目次                       |                                                                                   |
| ニュース     |                                |                                                                                   |
| 002#         | きょうのニュース               |                                                                                   |
| 003#         | 経済ニュース                   |                                                                                   |
| 004#         | 国際ニュース                   |                                                                                   |
| 006#         | プロ野球速報                   |                                                                                   |
| 007#         | スポーツニュース               |                                                                                   |
| 119#         | 災害情報119                    | 各地の地震、台風、大雨各種警報                                                    |
| 206#         | 英語ニュース                   |                                                                                   |
| 株・市況情報 |                                |                                                                                   |
| 100#         | きょうの株価指標               | 売買高、値上りランキングなど                                                      |
| 101#         | 東証1部株式市況(1)             | 水産・農林、鉱業、建設、食品、繊維、パルプ・紙                                    |
| 102#         | 東証1部株式市況(2)             | 化学、石油・石炭製品、ゴム製品、窯業、鉄鋼、非鉄金属                              |
| 103#         | 東証1部株式市況(3)             | 金属製品、機械、電気機器                                                          |
| 104#         | 東証1部株式市況(4)             | 輸送用機器、精密機器、その他製造、商業                                            |
| 105#         | 東証1部株式市況(5)             | 金融・保険、不動産、陸運、海運、空運、倉庫・運輸関連、通信、電力・ガス 、サービス |
| 106#         | 大証・名証株式市況             | 大証1・2部、名証1・2部の各主要銘柄                                                |
| 107#         | 東証2部株式市況                | 全銘柄                                                                            |
| 111#         | 店頭登録株市況(1)              | 全銘柄（農林水産～通信）                                                          |
| 112#         | 店頭登録株市況(2)              | 全銘柄（商業～サービス業）                                                        |
| 115#         | マル得株式投資情報             | 信用残含む                                                                        |
| 121#         | 東京外国為替市況               |                                                                                   |
| 131#         | 貴金属・石油先物市況           | 金・銀・白金・パラジウム・ガソリン・灯油                                          |
| 天気予報     |                                |                                                                                   |
| 301#         | 全国の天気                     |                                                                                   |
| 302#         | 全国週間天気予報               |                                                                                   |
| 303#         | 東京都の天気                   |                                                                                   |
| 304#         | 南関東の天気                   | 神奈川・埼玉・千葉・静岡東部                                                      |
| 305#         | 北関東の天気                   | 茨城・栃木・群馬                                                                  |
| 306#         | 甲信越の天気                   | 山梨・長野・新潟                                                                  |
| 310#         | タイムLOOK日本の天気(1)        | 気温                                                                              |
| 311#         | タイムLOOK日本の天気(2)        | 雪・雨の時間予報                                                                  |
| 312#         | 観光地の3時間予報(1)           | 東日本                                                                            |
| 313#         | 観光地の3時間予報(2)           | 西日本                                                                            |
| 地域情報     |                                |                                                                                   |
| 501#         | 都政ニュース                   | 東京都                                                                            |
| 502#         | 都からのお知らせ               | 東京都                                                                            |
| 503#         | いざというときのガイド         | 東京都                                                                            |
| 510#         | ホットEYE                      | 神奈川県                                                                          |
| 511#         | 横浜市のお知らせ               | 横浜市                                                                            |
| 512#         | 新時代いきいき情報             | 川崎市                                                                            |
| 530#         | ホットラインインフォメーション | 茨城県                                                                            |
| 540#         | たのしさいっぱい               | 千葉県                                                                            |
| 550#         | 情報スクランブル               | 栃木県                                                                            |
| 555#         | テレモフラッシュ               | 全国自治体イベント情報                                                            |
| 570#         | 信州ガイド                     | 長野県                                                                            |
| 580#         | 甲州あらかると                 | 山梨県                                                                            |
| 591#         | ホット情報                     | 千葉市                                                                            |
| 592#         | 東北・北海道イベント           |                                                                                   |
| 595#         | ふじのくに                     | 静岡県                                                                            |
| 597#         | ほっと石川                     | 石川県                                                                            |
| 生活情報     |                                |                                                                                   |
| 016#         | BSデジタル放送案内             |                                                                                   |
| 020#         | 必見テレビ                     | おすすめNHK番組案内                                                               |
| 601#         | 道路交通情報(1)                | 高速道路の所要時間・渋滞情報                                                      |
| 602#         | 道路交通情報(2)                | 首都高速道路の渋滞・入口閉鎖情報                                                  |
| 638#         | JRニュースTRAIN                | JR東日本のイベント案内                                                            |
| 701#         | 住まいのお知らせ               | 公団の賃貸・分譲など                                                              |
| 730#         | ハローウィンドウ・みみ         | 聴覚障害者と対象とした福祉情報                                                    |
| 803#         | 宝くじ情報                     | 当選番号                                                                          |
| 809#         | 来日ミュージシャン情報         |                                                                                   |
| レース情報   |                                |                                                                                   |
| 831#         | 中央競馬情報(1)                | 単・複・枠連オッズ（関東地区）                                                    |
| 832#         | 中央競馬情報(2)                | 単・複・枠連オッズ（関西地区）                                                    |
| 833#         | 中央競馬情報(3)                | 単・複・枠連オッズ（その他の地区）                                                |
| 834#         | 中央競馬情報(4)                | 馬連オッズ（関東地区）                                                            |
| 835#         | 中央競馬情報(5)                | 馬連オッズ（関西地区）                                                            |
| 836#         | 中央競馬情報(6)                | 馬連オッズ（その他の地区）                                                        |
| 837#         | 中央競馬情報(7)                | 馬場状態、払戻金情報など                                                          |
| 838#         | 中央競馬情報(8)                | ワイド・オッズ（関東地区）                                                        |
| 839#         | 中央競馬情報(9)                | ワイド・オッズ（関西地区）                                                        |
| 840#         | 中央競馬情報(10)               | ワイド・オッズ（その他の地区）                                                    |
| 841#         | 競艇情報(1)                    | SG～G2：番組表、開催案内など                                                      |
| 842#         | 競艇情報(2)                    | SG～G2：オッズ、レース結果                                                        |
| 843#         | 競艇情報(3)                    | SG～G2：成績、水面・気象情報など                                                  |
| NHK文字放送  |                                |                                                                                   |
| 900#         | NHK目次                        |                                                                                   |
| 901#         | NHKヘッドラインニュース        |                                                                                   |
| 902#         | ニュース                       |                                                                                   |
| 904#         | ニューススーパーライン         |                                                                                   |
| 910#         | 義援金募集・ほか               |                                                                                   |
| 911#         | NHKガイド                      |                                                                                   |
| 912#         | NHKウィークリー案内            |                                                                                   |
| 913#         | NHK衛星放送／映画・音楽情報    |                                                                                   |
| 914#         | NHK衛星第1・2テレビの番組案内  |                                                                                   |
| 915#         | NHK衛星ハイビジョン番組        |                                                                                   |
| 916#         | クイズ日本人の質問             |                                                                                   |
| 917#         | 生活笑百科                     |                                                                                   |
| 918#         | ふるさとネットワーク           |                                                                                   |
| 919#         | NHK世論調査                    |                                                                                   |
| 921#         | 地域ホットライン               |                                                                                   |
| 922#         | 日本一周200秒                  |                                                                                   |
| 951#         | 選抜高校野球大会(1)            | 北海道～東海・北信越                                                              |
| 952#         | 選抜高校野球大会(2)            | 近畿～九州                                                                        |
| 991#         | 聴障者・イベント情報           |                                                                                   |
| 992#         | 字幕番組案内                   |                                                                                   |
| 993#         | 字幕番組（ドラマ）のあらすじ   |                                                                                   |
| 999#         | 字幕番組                       |                                                                                   |